# Castelnau-Tursan
Castelnau-Tursan is een gemeente in het zuidwesten van Frankrijk in het departement Landes (regio Nouvelle-Aquitaine) en telt 190 inwoners (1999). De plaats maakt deel uit van het arrondissement Mont-de-Marsan.
De wijn van deze streek wordt aangeduid als Tursan en is een Vin Délimité de Qualité Supérieure.

## Geografie
De oppervlakte van Castelnau-Tursan bedraagt 9,1 km², de bevolkingsdichtheid is 20,9 inwoners per km².
De onderstaande kaart toont de ligging van Castelnau-Tursan met de belangrijkste infrastructuur en aangrenzende gemeenten.

## Demografie
Onderstaande figuur toont het verloop van het inwonertal (bron: INSEE-tellingen).